# واين هيوز
واين هيوز (بالإنجليزية: Wayne Hughes)‏ (8 مارس 1958 في المملكة المتحدة - ) هو لاعب كرة قدم بريطاني وويلزي في مركز الوسط.

## وصلات خارجية
- واين هيوز على موقع قاعدة بيانات كرة القدم.إي يو (الإنجليزية)